# Paul Buchegger
Paul Buchegger (Linz, 4 marzo 1996) è un pallavolista austriaco, opposto del Modena.

## Carriera

### Club
La carriera di Paul Buchegger inizia nel Supervolley OÖ, dove gioca a livello giovanile. Debutta nella 1. Bundesliga austriaca col Graz, dove resta fino al termine della stagione 2013-14. Nella stagione 2014-15 si accasa al Bühl, nella 1. Bundesliga tedesca, dove gioca per un biennio. 
Nell'annata 2016-17 viene ingaggiato dalla Pallavolo Impavida Ortona, nella Serie A2, e resta in Italia anche per la stagione successiva vestendo la maglia della Porto Robur Costa di Ravenna, in Superlega, con cui vince la Challenge Cup, venendo eletto MVP del torneo. Nell'annata 2018-19 difende i colori del Milano, mentre in quella 2020-21, a campionato già iniziato, si trasferisce al Modena, sempre in Superlega.
Nella stagione 2021-22 firma per il club turco dello Spor Toto, in Efeler Ligi, mentre nella stagione seguente torna nel campionato cadetto italiano, vestendo la maglia della Callipo. Con il club calabrese conquista la Coppa Italia di Serie A2 e la Supercoppa italiana di categoria ottenendo, in entrambe le occasioni, anche il premio come miglior giocatore, oltre alla promozione in Superlega, che dispusta nell'annata 2023-24 acquistato dalla Saturnia Acicastello. Per il campionato 2024-25 è sempre in Superlega, nuovamente al Modena.

### Nazionale
Fa parte delle nazionali giovanili austriache, giocando per l'Under-19, l'Under-20 e Under-21.
Debutta in nazionale maggiore nel 2014, conquistando in seguito la medaglia di bronzo all'European League 2016.

## Palmarès

### Club
- Coppa Italia di Serie A2: 1

2022-23
- Supercoppa italiana di Serie A2: 1

2023
- Challenge Cup: 1

2017-18

### Nazionale (competizioni minori)
- European League 2016

### Premi individuali
- 2018 - Challenge Cup: MVP
- 2023 - Coppa Italia di Serie A2: MVP
- 2023 - Supercoppa italiana di Serie A2: MVP